# Verwaltungsgemeinschaft Creußen
In der Verwaltungsgemeinschaft Creußen im oberfränkischen Landkreis Bayreuth haben sich folgende Gemeinden zur Erledigung ihrer Verwaltungsgeschäfte zusammengeschlossen:
1. Creußen, Stadt, 4942 Einwohner, 64,87 km²
2. Haag, 954 Einwohner, 15,89 km²
3. Prebitz, 937 Einwohner, 20,99 km²
4. Schnabelwaid, Markt, 927 Einwohner, 21,29 km²

Der Sitz der Verwaltungsgemeinschaft ist Creußen.